# Pedro Vilela
Pedro Torres Brandão Vilela (Maceió, 1 de Maio de 1985) é um advogado e político brasileiro. Filiado ao Partido da Social Democracia Brasileira (PSDB), foi deputado federal por Alagoas e ex-presidente da Comissão de Relações Exteriores e de Defesa Nacional da Câmara dos Deputados. Foi presidente estadual do partido.
É neto do ex-senador Teotônio Vilela e sobrinho do ex-governador Teotônio Vilela Filho.  

## Biografia
Pedro Vilela é Bacharel em Direito, formado pela Pontifícia Universidade Católica de São Paulo no ano de 2007. Morou em São Paulo até o termino da graduação, viajando para a Inglaterra logo em seguida. Depois de um ano retornou ao Brasil, trabalhando como assessor particular do senador João Tenório. 
Em 2010 integrou a equipe da campanha de reeleição de seu tio, governador Teotônio Vilela Filho. Assumiu a Secretaria Geral do PSDB em Alagoas e, em 2012, coordenou a campanha de eleição do atual prefeito de Maceió, Rui Palmeira. Em janeiro de 2013 assumiu a Secretaria Municipal de Esporte e, em maio do mesmo ano, foi eleito presidente do diretório estadual PSDB em Alagoas.
Em abril de 2017 votou a favor da Reforma Trabalhista. Em agosto de 2017 esteve ausente na votação em que se pedia abertura de investigação contra Michel Temer, e que poderia afastá-lo da presidência da república. A ausência do deputado ajudou a arquivar a denúncia do Ministério Público Federal.
Nas eleições de 2018, foi novamente candidato a deputado federal pelo PSDB, mas não conseguiu ser reeleito e terminou como primeiro suplente de sua coligação.
Nas eleições de 2022, voltou a ser candidato a deputado federal pelo PSDB. Porém, obteve 25.770 votos e foi derrotado novamente. Desta vez, sem figurar na suplência, pois nenhum candidato do seu partido foi eleito para o cargo em Alagoas.

## Ligações Externas
- Perfil Oficial no portal da Câmara dos Deputados